# Eccellenza Basilicata 2003-2004
Il campionato italiano di calcio di Eccellenza regionale 2003-2004 è stato il tredicesimo organizzato in Italia. Rappresenta il sesto livello del calcio italiano. Questo è il girone organizzato dal comitato regionale della regione Basilicata.

## Stagione

### Novità
Dal campionato di Eccellenza Basilicata 2002-2003 era stato promosso in Serie D il Bernalda 2000, mentre il Ferrandina, la Santarcangiolese e il Gaetano Scirea erano stati retrocessi nel campionato di Promozione Basilicata. Dal campionato di Promozione Basilicata 2002-2003 erano stati promossi in Eccellenza il Lavello, l'Atella Monticchio, l'AZ Picerno e lo Sporting Montalbano, classificatisi nelle prime quattro posizioni. Dalla Serie D 2002-2003 nessuna squadra lucana era stata retrocessa.
L'A.C. Lagonegro Calcio non si è iscritto al campionato di Eccellenza, di conseguenza è stato ammesso il Balvano, quinto classificato nel campionato di Promozione Basilicata 2002-2003. La "A.C. Edilceramiche Calcio" ha cambiato denominazione in "Avigliano Calcio PZ" e sede da Potenza ad Avigliano.

### Formula
Le 18 squadre partecipanti disputano un girone all'italiana con partite di andata e ritorno per un totale di 34 giornate. La prima classificata viene promossa in Serie D. La squadra seconda classificata viene ammessa agli spareggi nazionali per la promozione in Serie D. Le ultime quattro classificate vengono retrocesse direttamente nel campionato di Promozione.

## Squadre partecipanti
| Squadra                          | Città (provincia)         | Stagione 2002-2003           |
| -------------------------------- | ------------------------- | ---------------------------- |
| F.C. Abriola 90                  | Abriola (PZ)              | 8º in Eccellenza Basilicata  |
| Pol. Atella Monticchio           | Atella (PZ)               | 2º in Promozione Basilicata  |
| Avigliano Calcio PZ              | Avigliano (PZ)            | 9º in Eccellenza Basilicata  |
| Pol. AZ Picerno                  | Picerno (PZ)              | 3º in Promozione Basilicata  |
| U.S. Balvano                     | Balvano (PZ)              | 5º in Promozione Basilicata  |
| Pol. Baragiano                   | Baragiano (PZ)            | 13º in Eccellenza Basilicata |
| A.S. Brienza Calcio              | Brienza (PZ)              | 5º in Eccellenza Basilicata  |
| S.S.C. Cogliandrino              | Lauria (PZ)               | 10º in Eccellenza Basilicata |
| Pol. Comprensorio Sport Pisticci | Pisticci (MT)             | 4º in Eccellenza Basilicata  |
| F.C. Francavilla                 | Francavilla in Sinni (PZ) | 3º in Eccellenza Basilicata  |
| A.C. Horatiana Venosa            | Venosa (PZ)               | 7º in Eccellenza Basilicata  |
| Pol. F.C. Lavello                | Lavello (PZ)              | 1º in Promozione Basilicata  |
| A.C. Ruggero di Lauria           | Lauria (PZ)               | 2º in Eccellenza Basilicata  |
| F.C. Sporting Genzano            | Genzano di Lucania (PZ)   | 6º in Eccellenza Basilicata  |
| Sporting Montalbano              | Montalbano Jonico (MT)    | 4º in Promozione Basilicata  |
| A.S. Tricarico                   | Tricarico (MT)            | 14º in Eccellenza Basilicata |
| A.C. Vietri                      | Vietri di Potenza (PZ)    | 11º in Eccellenza Basilicata |
| S.C. Vultur                      | Rionero in Vulture (PZ)   | 12º in Eccellenza Basilicata |

## Classifica finale
|  | Pos. | Squadra             | Pt | G  | V  | N  | P  | GF | GS  | DR   |
|  | ---- | ------------------- | -- | -- | -- | -- | -- | -- | --- | ---- |
|  | 1.   | Lavello             | 86 | 34 | 27 | 5  | 2  | 91 | 27  | +64  |
|  | 2.   | Ruggero di Lauria   | 83 | 34 | 26 | 5  | 3  | 88 | 25  | +63  |
|  | 3.   | Vultur Rionero      | 75 | 34 | 24 | 3  | 7  | 69 | 30  | +39  |
|  | 4.   | FC Francavilla      | 74 | 34 | 23 | 5  | 6  | 76 | 30  | +46  |
|  | 5.   | Sporting Genzano    | 69 | 34 | 20 | 9  | 5  | 70 | 31  | +39  |
|  | 6.   | Atella Monticchio   | 49 | 34 | 14 | 7  | 13 | 55 | 46  | +9   |
|  | 7.   | Pisticci            | 47 | 34 | 13 | 8  | 13 | 49 | 37  | +12  |
|  | 8.   | Cogliandrino        | 47 | 34 | 13 | 8  | 13 | 50 | 51  | -1   |
|  | 9.   | Abriola 90          | 45 | 34 | 13 | 6  | 15 | 44 | 47  | -3   |
|  | 10.  | Horatiana Venosa    | 40 | 34 | 10 | 10 | 14 | 52 | 48  | +4   |
|  | 11.  | Brienza             | 40 | 34 | 9  | 13 | 12 | 31 | 33  | -2   |
|  | 12.  | Vietri              | 37 | 34 | 10 | 7  | 17 | 32 | 53  | -21  |
|  | 13.  | Tricarico           | 36 | 34 | 10 | 6  | 18 | 46 | 64  | -18  |
|  | 14.  | Avigliano Calcio PZ | 36 | 34 | 10 | 6  | 18 | 28 | 64  | -36  |
|  | 15.  | AZ Picerno          | 35 | 34 | 8  | 11 | 15 | 38 | 58  | -20  |
|  | 16.  | Baragiano           | 29 | 34 | 6  | 11 | 17 | 26 | 51  | -25  |
|  | 17.  | Sporting Montalbano | 24 | 34 | 7  | 3  | 24 | 21 | 67  | -46  |
|  | 18.  | Balvano             | 3  | 34 | 0  | 3  | 31 | 23 | 127 | -104 |

Legenda:
      Promossa in Serie D 2004-2005
      Ammessa ai play-off nazionali
      Retrocessa in Promozione 2004-2005
Note:
Tre punti a vittoria, uno a pareggio, zero a sconfitta.
L'AZ Picerno è stato successivamente riammesso in Eccellenza Basilicata 2004-2005 a completamento organico.